# 신이
신이(본명: 장승희, 1978년 12월 5일 ~ )는 대한민국의 배우이다.

## 학력
- 대구해서초등학교 졸업 (1991년)
- 신암여자중학교 졸업 (1994년)
- 성화여자고등학교 졸업 (1997년)
- 대경대학 연극영화과 전문학사 (졸업)

## 출연 작품

### 영화
- 《여고괴담》 (1998년) - 날라리 역
- 《닥터 K》 (1999년) - 새연 친구 1 역
- 《진실게임》 (2000년) - 여학생 1 역
- 《노랑머리 2》 (2001년) - Y 역
- 《색즉시공》 (2002년) - 박경주 역
- 《위대한 유산》 (2003년) - 성희 역
- 《낭만자객》 (2003년) - 신 역
- 《령》 (2004년) - 미경 역
- 《누구나 비밀은 있다》 (2004년) - 헤어지는 여 역
- 《시실리 2km》 (2004년) - 귀신 역
- 《신석기 블루스》 (2004년) - 미스 장 역
- 《키다리 아저씨》 (2005년) - 강종종 역
- 《B형 남자친구》 (2005년) - 채형 역
- 《간 큰 가족》 (2005년) - 춘자 역
- 《가문의 위기 - 가문의 영광 2》 (2005년) - 오순남 역
- 《구세주》 (2006년) - 고은주 역
- 《가문의 부활 - 가문의 영광 3》 (2006년) - 오순남 역
- 《누가 그녀와 잤을까?》 (2006년) - 비뇨기과 의사 역
- 《내 생애 최악의 남자》 (2007년) - 맞선녀 역
- 《색즉시공 시즌 2》 (2007년) - 경주 역
- 《일편단심 양다리》 (2007년) - 박세영 역
- 《당신이 잠든 사이에》 (2008년) - 준환 부인 역
- 《내 남자의 순이》 (2008년) - 며느리 라미 역
- 《손님1 첫번째 이야기》 (2011년) - 나연 역
- 《홀리》 (2013년) - 홀리 역

### 드라마
- 《발리에서 생긴 일》 (2004년, SBS) - 방미희 역
- 《MBC 베스트극장 - 소림사에는 형님이 산다》 (2004년, MBC) - 미옥 역
- 《그린 로즈》 (2005년, SBS)
- 《직장연애사》 (2007년, OCN) - 지애 역
- 《파트너》 (2009년, KBS2) - 최순이 역
- 《KBS 드라마 스페셜 - 수상한 7병동》 (2014년, KBS2) - 이수진 역
- 《미스 하이에나》 (2014년, 네이버 TV) - 손정희 대리 역
- 《Miss 맘마미아》 (2015년, KBS 드라마) - 서하루의 생모 역
- 《도대체 무슨 일이야?》 (2015년, 웹드라마) - 민아 역
- 《훈장 오순남》 (2017년, MBC) - 소명자 역
- 《대군 - 사랑을 그리다》 (2018년, TV조선)
- 《조선생존기》 (2019년, TV조선) - 기생 행수 역
- 《내가 가장 예뻤을 때》 (2020년, MBC) - 오지영 역

### 오락 프로그램
- 《일요일이 좋다 - 대결! 반전 드라마》 (2004년, SBS)
- 《스타 골든벨》 (2004년, KBS2) - 1회 출연

### 광고
- 남양유업 불가리스 (김윤경과 함께 출연)
- 롯데칠성음료 투인러브
- KTF Na (조한선, 조윤희와 함께 출연)
- 한불화장품 바탕 라이트벨 파우더팩트 (박은혜와 함께 출연)
- 오뚜기 열라면
- 데이콤 1633 콜렉트콜

## 수상 및 후보
| 연도 | 시상식        | 부문        | 작품             | 비고 |
| ---- | ------------- | ----------- | ---------------- | ---- |
| 2004 | SBS 연기대상  | 여자 조연상 | 발리에서 생긴 일 | 수상 |
| 2005 | 제42회 대종상 | 여우조연상  | B형 남자친구     | 후보 |